# Burgstall Schernau
Der Burgstall Schernau bezeichnet eine abgegangene Niederungsburg im Dettelbacher Ortsteil Schernau in Unterfranken. Die Anlage verfiel nach dem Dreißigjährigen Krieg und wurde durch das heutige Schloss Schernau ersetzt.

## Geographische Lage
Die ehemalige Burg lag im Osten des heutigen Dorfes an der heutigen Straße „Am Scheuergarten“. Im Südwesten wird das ehemalige Burgareal vom Schernauer Bach als Zufluss des Dettelbaches durchflossen. Die Gegend wird heute von Einfamilienhäusern eingenommen, sodass Grabungen unmöglich sind. Als man die heutige Siedlung in den 1920er Jahren anlegte, trug man den noch bestehenden Burghügel vollständig ab.

## Geschichte
Die Burg von Schernau bildete im Mittelalter den Ansitz wechselnder Dorfherren. Erstmals urkundlich fassbar wird die Anlage im Jahr 1321, als hier Hans von Vestenberg, der Begründer der Linie Vestenberg zu Schernau, saß. Später kam die Burg lehensweise an die Herren von Seinsheim, die Thüngen und ab 1554 die Freiherren von Stein zu Altenstein. Im Jahr 1495 war die Anlage geteilt worden. Veit von Vestenberg hatte die Hälfte des Rittergutes an das Haus Brandenburg zu Lehen aufgetragen. Fortan waren die Burg und das Dorf unter zwei Herren aufgeteilt.
Die Anlage bestand aus Wall und turmverstärkten Mauern. Um die im hügeligen Gelände als Niederungsburg entstandene Befestigung verlief ein Wassergraben. Das Innere war über eine Zugbrücke erreichbar. Es existieren keine Ansichten des ehemaligen Schlosses, wobei der Lokalhistoriker Hans Bauer die Burg mit dem im benachbarten Bibergau vergleicht. Die Verbesserung der Waffentechnik im Dreißigjährigen Krieg führte dazu, dass die Anlage keinen Schutz mehr bieten konnte. In den folgenden Jahrzehnten verfiel das Schloss langsam.
Im Jahr 1685, mit dem Einzug des markgräflichen Lehens nach dem Aussterben der Vestenberg, beschrieb man das Gelände „nebst dem darauf befindlichen zusammengefallenen Gemäuer“. Damals bestand noch der sogenannte Schlossgarten, auf dem ein Turmrest erhalten war. In der Folge des Verkaufs wurden das Rittergut zerschlagen und die Ruinen beseitigt. Im Jahr 1690 entstand wenige Meter weiter westlich das Schloss Schernau als barocker Repräsentationsbau. Die letzten Spuren der Anlage verschwanden in der ersten Hälfte des 20. Jahrhunderts. Untertägige Überreste der Anlage werden als Bodendenkmal kartiert. 